# Chapelle de l'ancien hôpital général
Pour les articles homonymes, voir Chapelle Saint-Vincent-de-Paul.
 (juin 2012).
Si vous disposez d'ouvrages ou d'articles de référence ou si vous connaissez des sites web de qualité traitant du thème abordé ici, merci de compléter l'article en donnant les références utiles à sa vérifiabilité et en les liant à la section « Notes et références ».
Située à Clermont-Ferrand, la chapelle de l'ancien hôpital général est un édifice bâti au milieu du XIXe siècle dans un style néoclassique. Après la destruction de l'hôpital auquel l'édifice religieux était adjoint, il fut fermé. Depuis 2010, la municipalité l'a fait rouvrir et aménagé en salle d'exposition. Elle est ponctuellement ouverte pendant l'année, notamment pendant l'été.

## Contexte historique
En 1657, naît l'Hôpital général de Clermont-Ferrand. L'objectif est d'enfermer les pauvres dans un bâtiment prévu à cet effet afin de réduire la mendicité. Une première chapelle existait, mais elle était trop exigüe et inadaptée. Le nombre de mendiants sans cesse plus important contraint donc à l'agrandissement des locaux et à la construction d'une nouvelle chapelle.
Au XIXe siècle, l’architecte Hugues Imbert (1802-1876) dresse les plans de cette nouvelle chapelle avec une contrainte : permettre un accès différencié aux pensionnaires (hommes séparés des femmes et des enfants), à la congréagtation desservant l'hôpital et à la population extérieure. Sa construction est achevée entre 1850 et 1855. Comme le rappelle la mention sur le fronton, elle est dédiée à Saint Vincent-de-Paul en l'honneur de la congrégation religieuse qu'il fonda et à qui avait été confié l’hôpital général.
Dans les années 1970, les locaux de l'hôpital sont trop vétustes. Un nouvel hôpital est construit à Cébazat et l'activité est définitivement délocalisée en 1978. Dans le même temps, un arrêté épiscopal du 20 octobre 1978 désaffecte la chapelle. L'hôpital général a été démoli dans les années 1980 pour faire place à la nouvelle cité judiciaire de Clermont-Ferrand inaugurée en 1992. Seule la chapelle a été préservée grâce à son inscription au titre des monuments historiques par arrêté le 14 novembre 1977.

## Architecture
La chapelle et un beau témoignage de l'architecture néo-classique en Auvergne. La façade principale présente un péristyle couvert par une petite voûte en plein cintre et qui comprend quatre colonnes ioniques, ainsi qu’un entablement et un fronton triangulaire.
La chapelle est édifiée sur un plan en croix grecque dont les quatre ailes sont orientées aux quatre points cardinaux. Chacune des quatre parties a reçu une entrée indépendante : une pour la population extérieure, une pour la congrégation, une pour les malades de l'hôpital (soit les femmes et les enfants soit les hommes). A la jonction des quatre bras de la croix s'élève une coupole sur tambour carré. À l'intérieur, le sommet des murs s'orne d'une mouluration néo-classique avec architrave à trois fasces, frise nue et frise de denticules précédant une corniche en saillie formant la base des voûtes. Les arcs supportant la coupole sont ornés de caissons alternativement rectangulaires et carrés. Ces derniers portent une rosette en leur centre.

## Décoration: peintures et vitraux

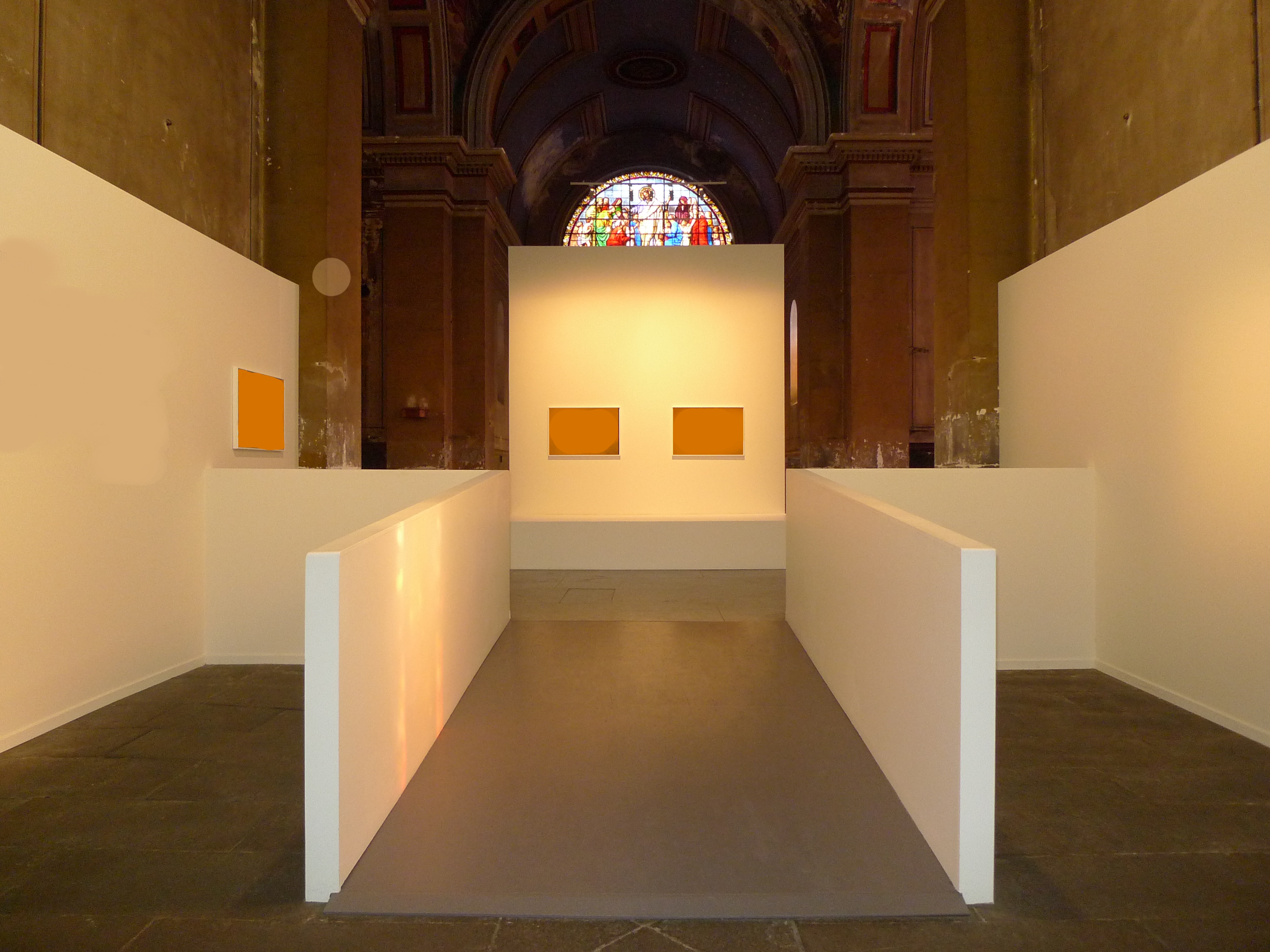
Aménagements intérieurs permettant la mise en place d'expositions temporaires (les photographies exposées ont été floutées).

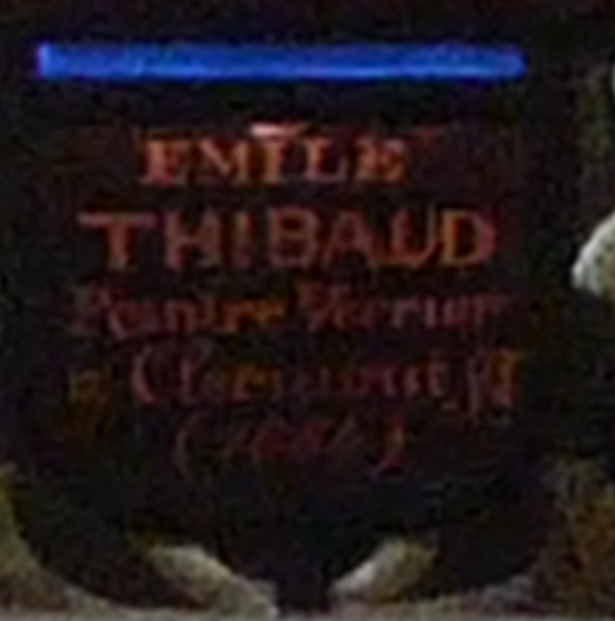
Signature d'Émile Thibaud au bas du vitrail de saint André.

La décoration intérieure est confiée à Augustin Régis (1813-1850), peintre originaire de Béziers, qui venait d’achever la décoration de l’Hôtel-Dieu. Sa signature est visible ainsi que la date de réalisation des peintures à la base du pendentif Nord-Est sur lequel est représenté l'évangéliste Marc (1955 A.R.). Il conçoit un ensemble polychrome basé sur le bleu clair des voûtes et l’ocre des murs, rehaussé de lignes pourpres et de dorures. À l’intérieur de la chapelle, sur le tympan de la porte nord, il peint une fresque représentant une apologie de saint Vincent de Paul. Le saint y est représenté debout recevant de sa droite des dons de riches personnages pour aider aux soins d’enfants situés sur sa gauche. 
Sur les quatre pendentifs de la croisée se trouvent des peintures murales représentant les quatre Evangélistes avec leurs attributs. Matthieu est très endommagé et son attribut, l'homme ailé, n'est plus visible.
Les vitraux présents dans la chapelle ont, quant à eux, été réalisés par Émile Thibault (1806-1896) et son atelier. On en dénombre sept : deux séries de deux petits vitraux placés respectivement au nord et au sud de la chapelle ; trois grands vitraux avec une iconographie rappelant les fonctions de l’hôpital de général. Dans le bras Sud sont représentés saint Désiré (symbolisant la lutte contre la débauche et l'aide aux pauvres) et saint André (symbole de pénitence). Au Nord sont représentés saint Claude et saint Antoine (résistance à la tentation).

## Un lieu d'expositions
Depuis 2010, la chapelle accueille régulièrement des expositions photographiques temporaires, et participe par exemple au festival de photographie Nicéphore +.

## Quelques vues de la chapelle

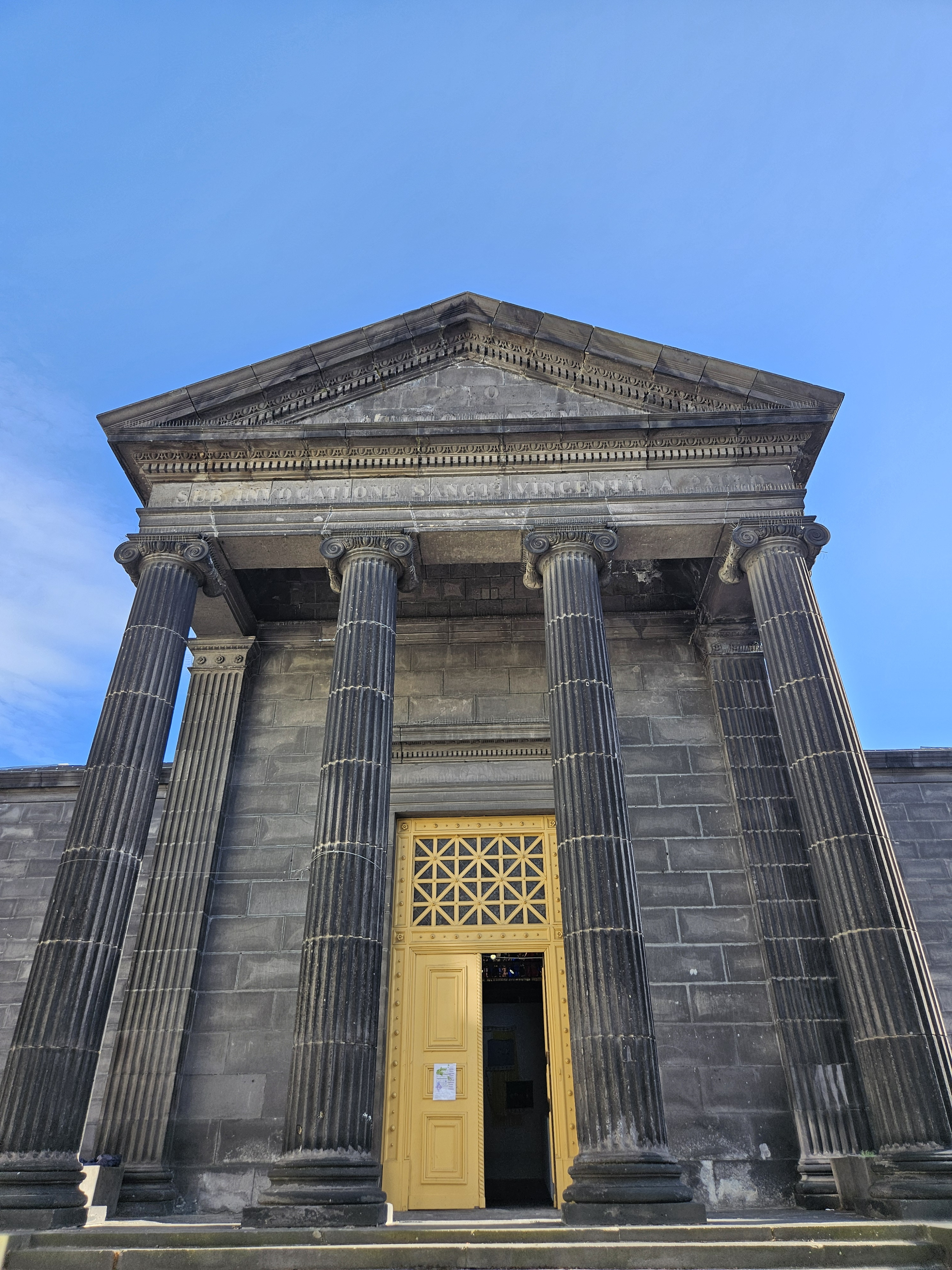
Vue extérieure
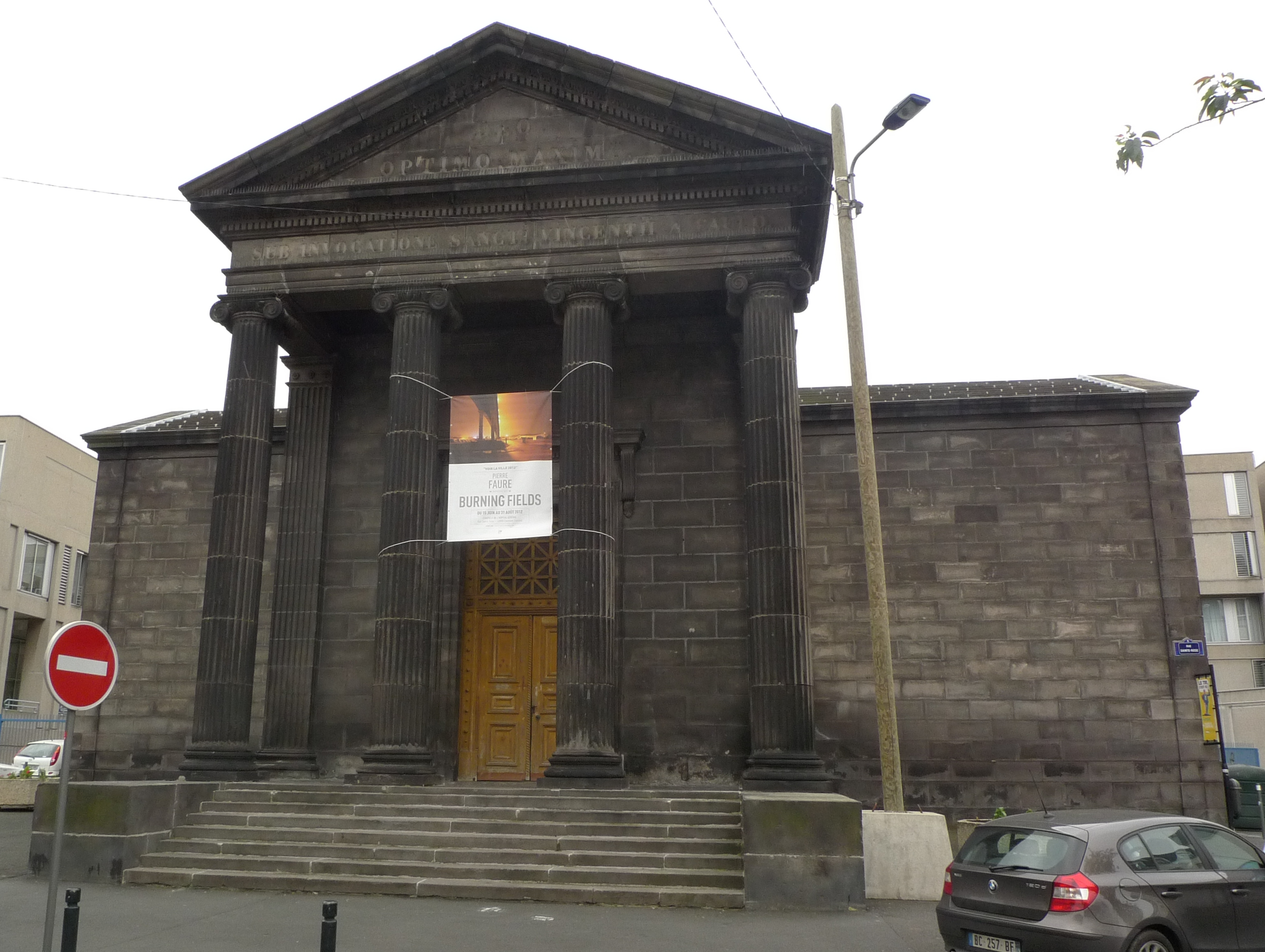
Vue extérieure et affiche de l'exposition « Voir la ville 2012 »
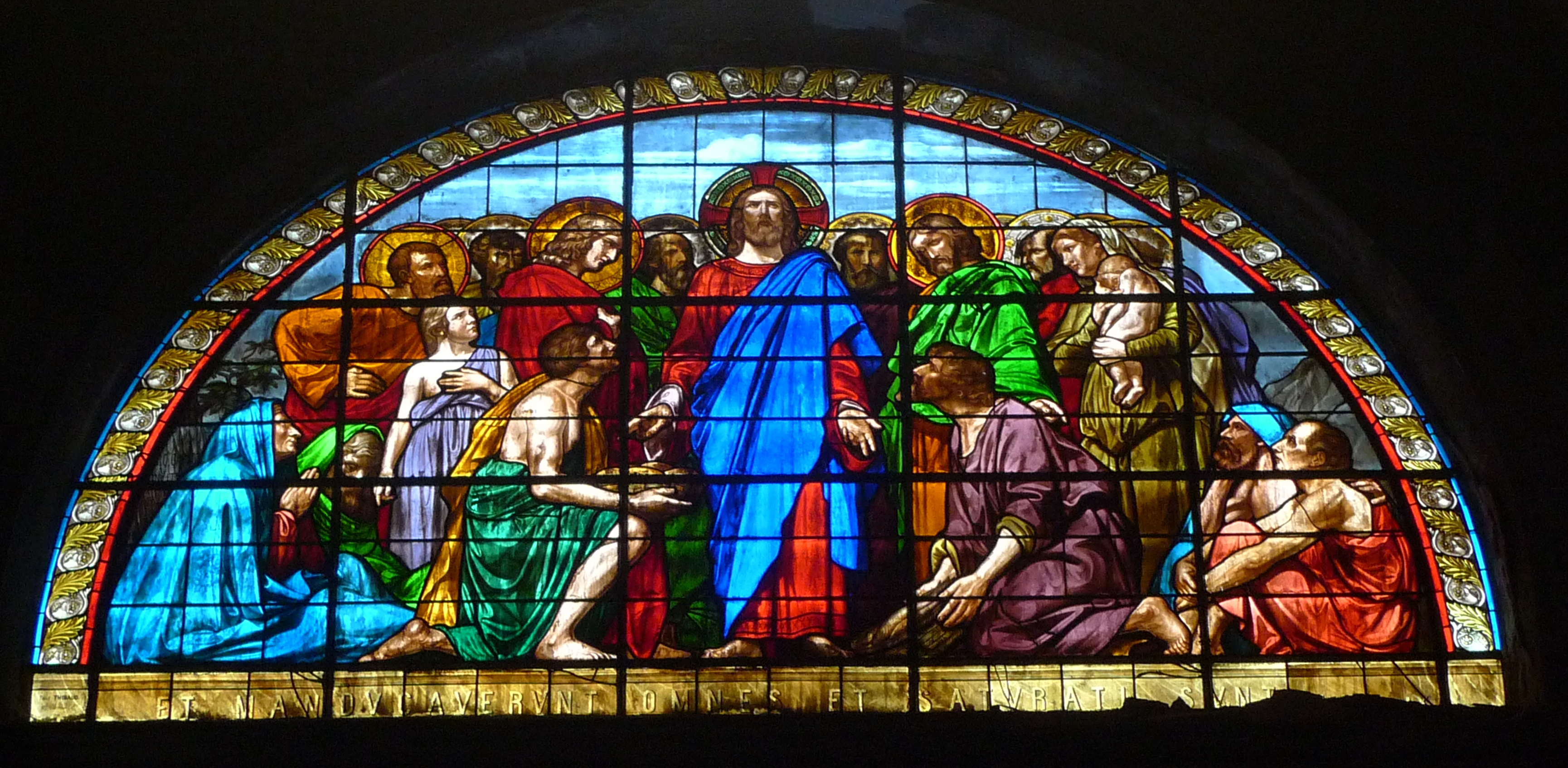
La multiplication des pains
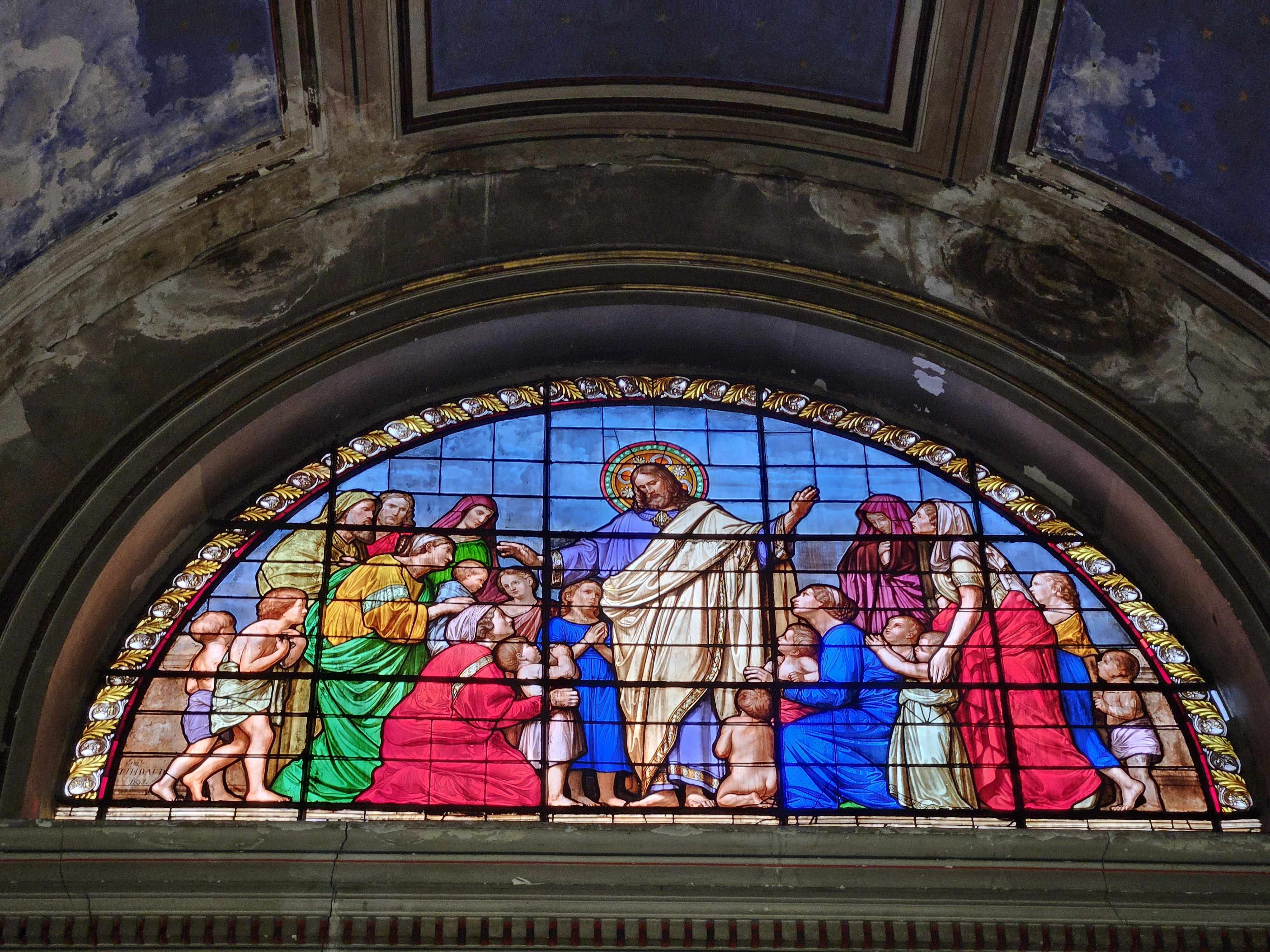
Jésus bénit les jeunes enfants
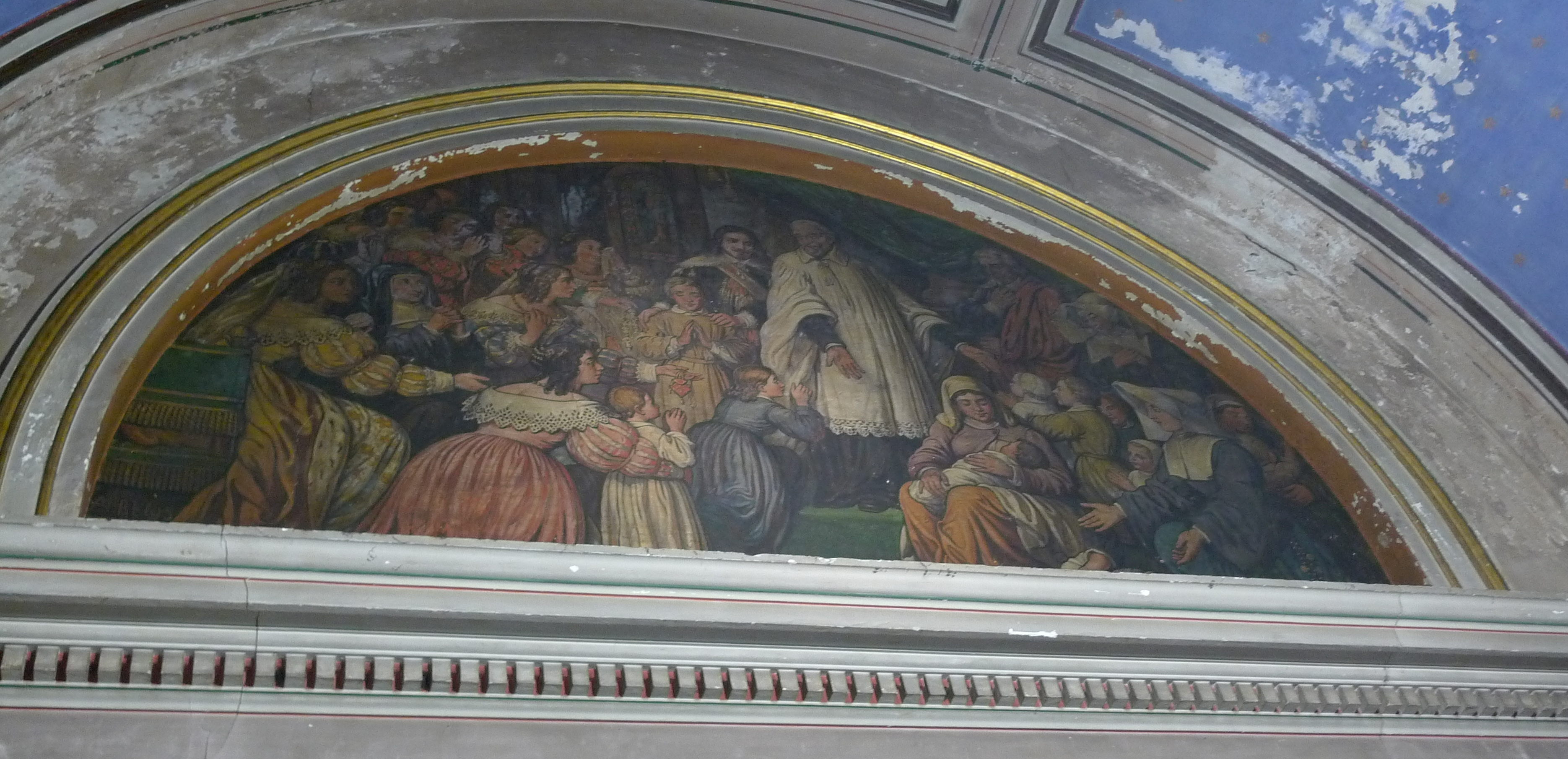
Fresque représentant l'action de Vincent de Paul
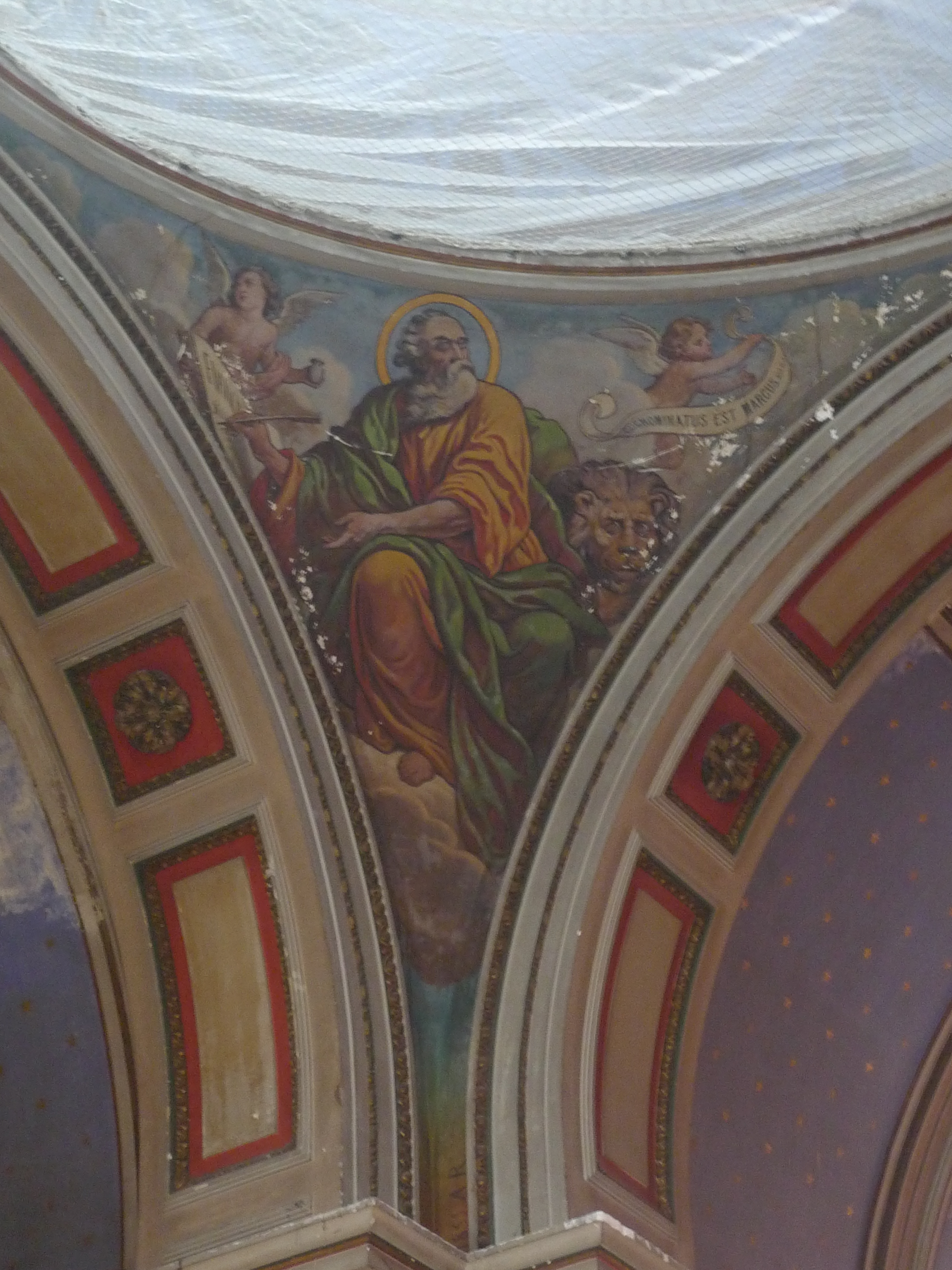
Peinture de l'évangéliste Marc
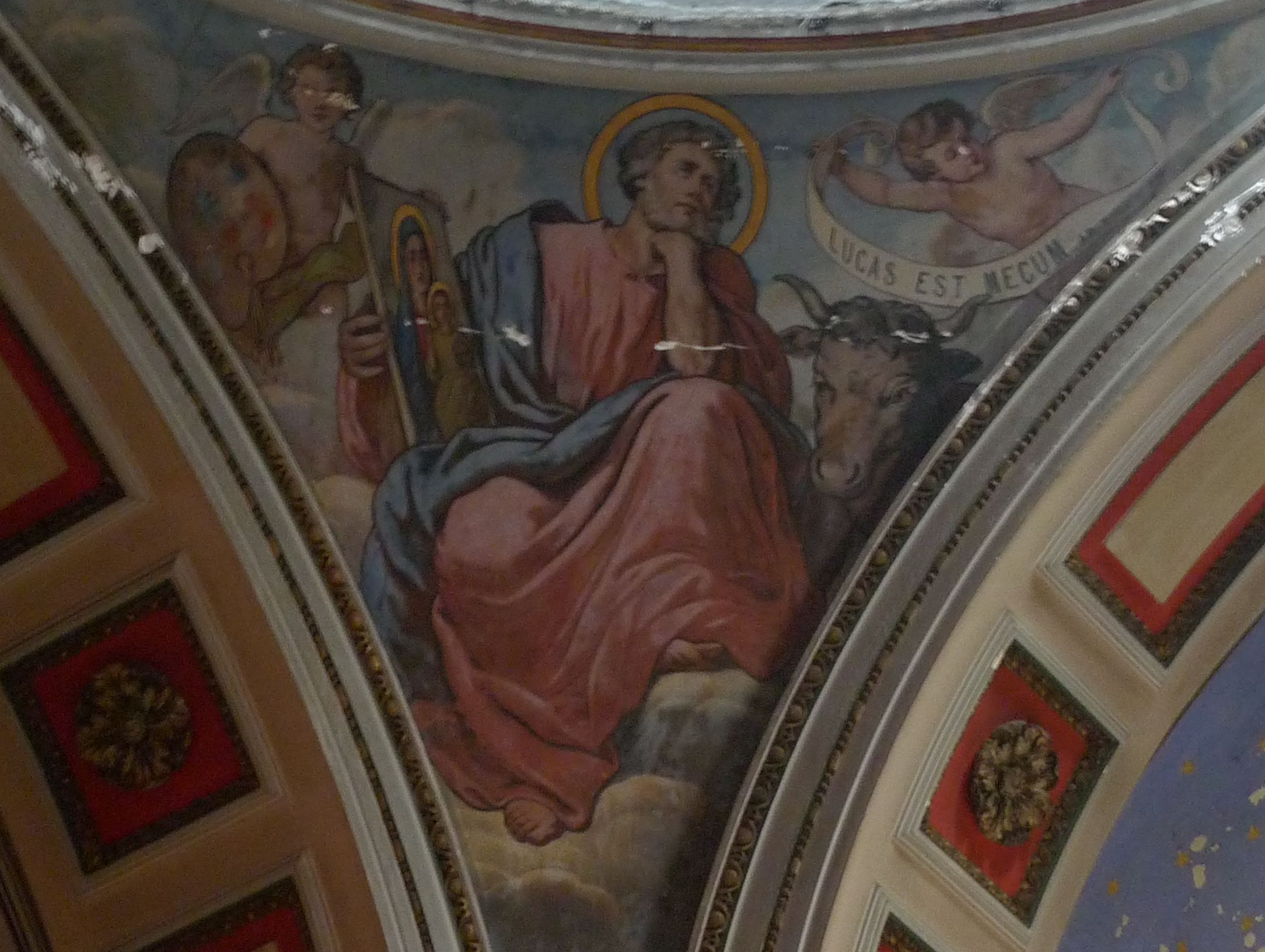
L'évangéliste Luc tenant la représentation de la Vierge à l'Enfant. Il serait le premier à représenter ces deux personnages.
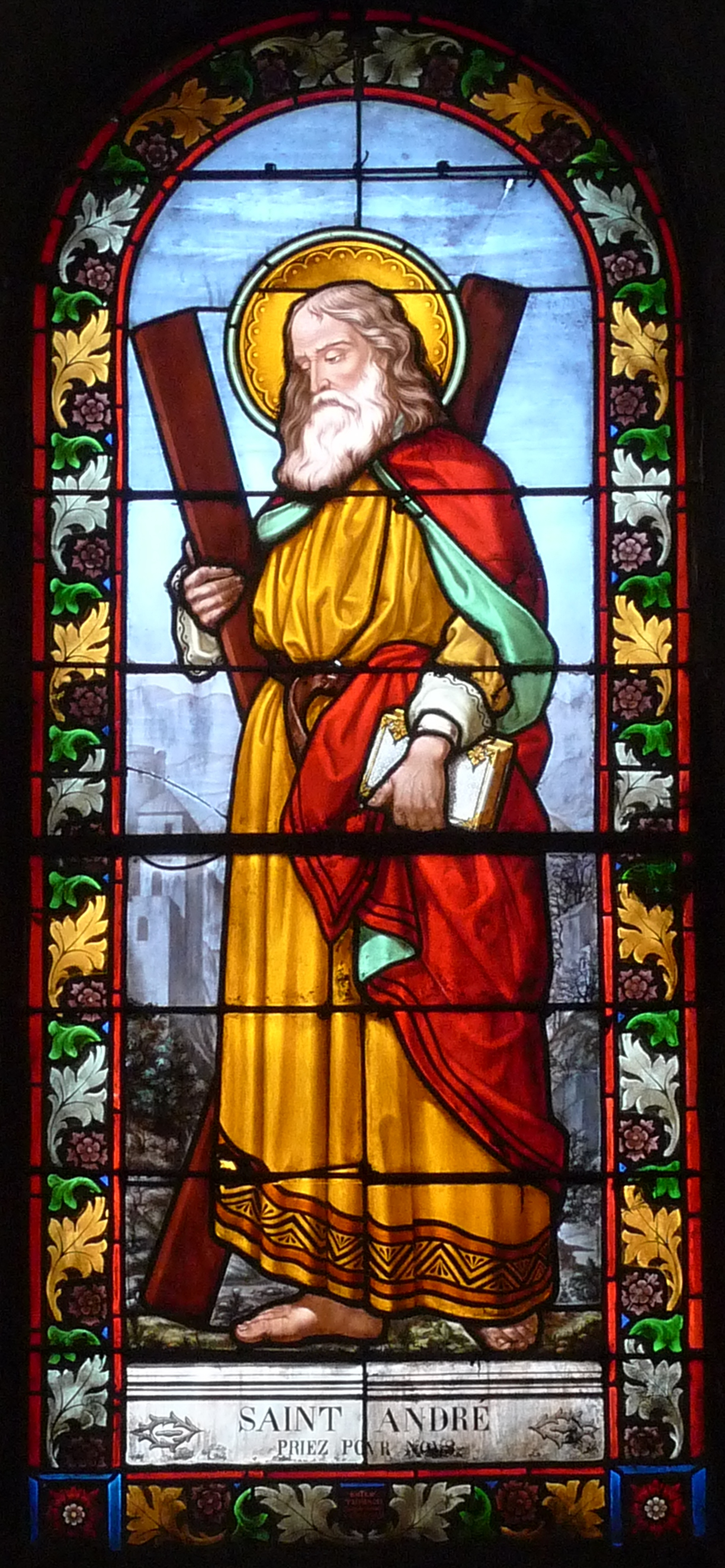
Vitrail de saint André
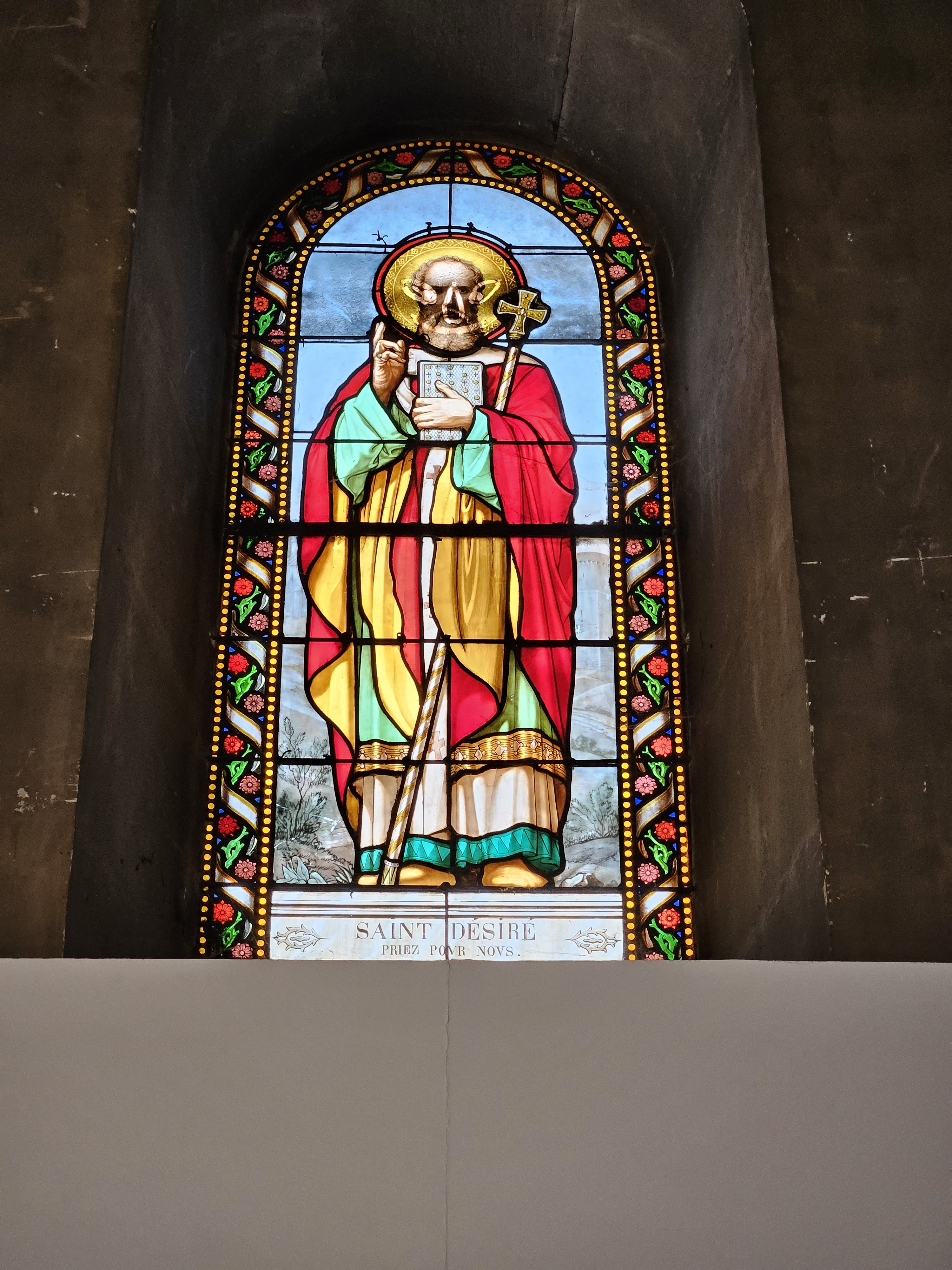
Vitrail de saint Désiré